# CSS Georgia (броненосець)

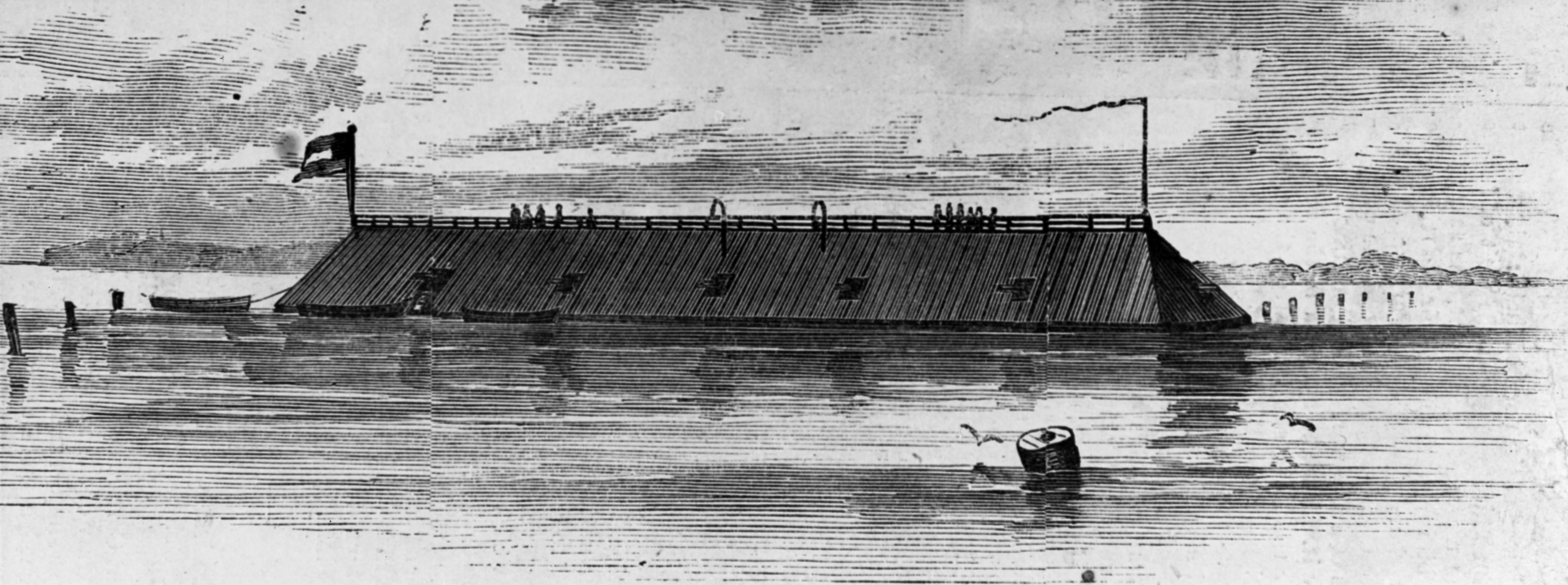
Зображення броненосця Конфедерації «Georgia»

CSS Georgia, також відомий як «State of Georgia» та «Ladies' Ram» — броненосець, побудований у Саванні, Джорджія у 1862 під час Громадянської війни у США. Жіноча асоціація канонерських човнів (англ. Ladies' Gunboat Association) зібрала $115,000  для побудови корабля, який мав захищати портове місто Саванну.

## Історія служби
Під командуванням лейтенанта Washington Gwathmey, новий військовий корабель використовувався для захисту річкових проток біля Саванни, щоб запобігти атаціи Союзу на місту з моря. Коли було встановлено, що її парові машини не мали достатньої потужності для забезпечення походів корабля, «Джорджія» стала на якір на річці Саванна як плавуча батарея, захищаючи і місто, і форт Джексон . Служба «Джорджії» тривала близько 20 місяців, допоки марш Шермана до моря не призвів до захоплення Саванни з суші 21 грудня 1864 року. Екіпаж потопив корабель, щоб запобігти його захопленню і використанню проти Конфедерації.